# Adaridi AD 3
L'Adaridi AD 3 fu un aereo sperimentale costruito in legno e progettato dall'ingegnere russo Boris Adaridin, il quale viveva in Finlandia. AD 3 fu pensato come un velivolo ad ala alta equipaggiato con un motore di bassissima potenza. Nel 1923 la Suomen ilmavoimat commissionò la realizzazione di un esemplare di AD 3 al quale non fu assegnato nessun codice identificativo ufficiale. Il volo inaugurale avvenne il 17 aprile 1924.
L'asso tedesco Emil Thuy (32 vittorie ottenute durante la Grande Guerra), provò il velivolo e lo definì mediocre nelle qualità di volo ed inoltre il piccolo motore da 9 kW inadeguato allo scopo. Comunque l'aereo non fu ideato come mezzo militare, ma solo come un esercizio atto ad affinare le tecniche costruttive in campo aeronautico.
Il velivolo fu di stanza presso la squadriglia di caccia della base aerea di Utti dall'estate del 1924 fino al 1931 e volò molto raramente, anche perché difficilmente veniva assegnato a piloti con poca esperienza.

## Utilizzatori
Finlandia
- Suomen ilmavoimat

## Esemplari attualmente esistenti
Il solo esemplare realizzato di AD 3 è conservato presso le strutture museali del Suomen Ilmailumuseo, a Vantaa, assieme ad altri modelli dell'aviazione finlandese.